# 金山らく
金山 らく（かなやま らく、1888年（明治21年）10月22日 - 1977年（昭和52年）1月7日）は、帝国大学で学んだ日本初の女子大学生の一人、日本初の女性理学士の一人として知られる数学者。東京女子高等師範学校教授。夫は画家の金山平三で、後半生は夫の画業を支えた。旧姓名の牧田 らく（まきた らく）で言及されることも多い。

## 生涯
京都府京都市中京区に、呉服商・牧田久吉の次女として生まれる。京都府高等女学校（現：京都府立鴨沂高等学校の前身）在学中に数学への関心を深める:108。らくの父は「女に学問などいらぬ」という考えの持ち主で、女子高等師範学校への進学にも反対していたが、高等女学校時代の恩師がらくの父を説得し、進学が許されたという:24。
1911年（明治44年）に東京女子高等師範学校（現：お茶の水女子大学）理科を卒業:21。在学中に、講師として出講していた林鶴一東北帝国大学教授に才能を認められ、指導を受ける:108。東京女子高等師範学校研究科に進学し、森岩太郎教授を指導教員としてさらに2年学んだ:21。1913年（大正2年）3月に同科を修了すると、東京女子高等師範学校の授業嘱託となった:21。
1913年（大正2年）夏、女子の入学を認めた東北帝国大学に進学:21。黒田チカ、丹下ウメとともに日本初の女子学生となる（チカとウメは化学科で、らくは数学科であった。なお、チカとは同じ下宿で、親しい交流は晩年まで続いた:120-121）。林鶴一教授の下で研究に取り組み:21、在学中に2本の論文を発表。1916年（大正5年）7月、チカとともに日本初の女性理学士の一人となった:21。卒業後は東京女子高等師範学校に講師として復帰する:21。
1917年（大正6年）4月、らくは、洋画家金山平三と見合いをする。平三は初出品した第10回文展（1916年）で特選第二席、第11回文展（1917年）で特選第一席に選ばれ、若くして帝展審査委員（1919年）となる気鋭の画家であった。1919年（大正8年）、平三と結婚:21。1920年（大正9年）2月に東京女子高等師範学校教授となったが、同4月に退職:21。平三の意向であるとも、研究者・教育者であることと画家の妻であることを両立させることにらくが限界を感じたためともいう:108。
家庭に入ったのちも恩師や同僚など数学者との交流は続いており、数学は続けた:24。1933年（昭和8年）に『東北数学雑誌』へ文献目録「Linkageニ関スル著作ノ目録」を発表している:21。これ以後の研究業績は知られていないが、数学への関心と情熱は持ち続けていたようである:26。
1935年（昭和10年）、夫は中央画壇から去って写生旅行の日々を送り「孤高の洋画家」と評される生涯を送る:108, 120。らくは経済的に困難な状況下、夫を心身ともに支えた:120。夫の求めに応じて時には写生旅行に同行し、一緒に日本舞踊を学び、ダンスをともに踊った。
金山夫妻は東京都新宿区のアトリエ兼住宅に長らく暮らしていたが:26、1964年（昭和39年）に夫が没した。
平三との間に子はなかったが、平三の作品を子供同様に大切にしていたという。らくは夫の作品130点を兵庫県を寄贈し、これが兵庫県立美術館設立（1970年開館）の契機のひとつとなった。1965年（昭和40年）、絵とともに神戸市（夫の故郷である）に転居:26。なお、神戸への転居前に、所蔵していた数学雑誌をお茶の水女子大学に寄贈した:26。
夫の評伝である飛松實著『金山平三』（日動出版部、1975年）や『金山平三画集』（日動出版部、1976年）出版のために資料提供を行うなど:21、夫の画業を残すために奔走した:21。
1977年（昭和52年）、神戸市において死去、88歳:21。

## 家庭と研究
「最初の女子大学生」3人のうち、結婚して家庭に入ったのはらく一人である。らくは家庭に入ったあとも数学の研究を続けていた。らくの生涯を研究した志賀祐紀（お茶の水女子大学歴史資料館）は、「家庭と研究を両立させようと挑んだ女性の先駆けとして、その生涯は魅力的であるといえる」と記している:4。
1933年に掲載された「Linkageニ関スル著作ノ目録」は1938年にウィーンの数学者アントン・E・マイヤー (de:Anton Mayer (Mathematiker)) が引用しており、マイヤーが送った別刷を手にしたらくは、その喜びを書き残している:22。さまざまな困難を乗り越え、多くの支援を得て学問の道に進んだにもかかわらず、研究の現場を離れたことについては、やはり複雑な思いを持っていたようであるが、外国の研究に引用されたことで葛藤が晴れる思いであったようである:24。旅先にあった平三に送った手紙で「私の専門の方の事で非常に大きな喜びがございました」「此後更に拍車をかけ　希望を持つて勉強に取りかかる決心を致しました」と報告していることから:24-26、志賀は平三が妻が家庭で数学を続けることに反対せず、むしろ暖かく見守っていたのではないかとしている:26。
画家の妻として生きることを選択、結果として研究者としての道を断念することにはなったが、後年「もちろん、後悔などは少しもございません」、「幸い主人はああいう仕事をしてくれましたので私はその中に充実して生きることができた、と満足しています」:120と述べている。

## 備考
- 1923年（大正12年）から1956年（昭和31年）にかけての日記（さまざまな紙に記して封筒に納められたもの）など、関連資料が兵庫県立美術館に所蔵されている[6]:21-22。
- 都河明子・嘉ノ海暁子『拓く―日本の女性科学者の軌跡』（ドメス出版、1996年）が、らくについて記している。